# Nikon D3000

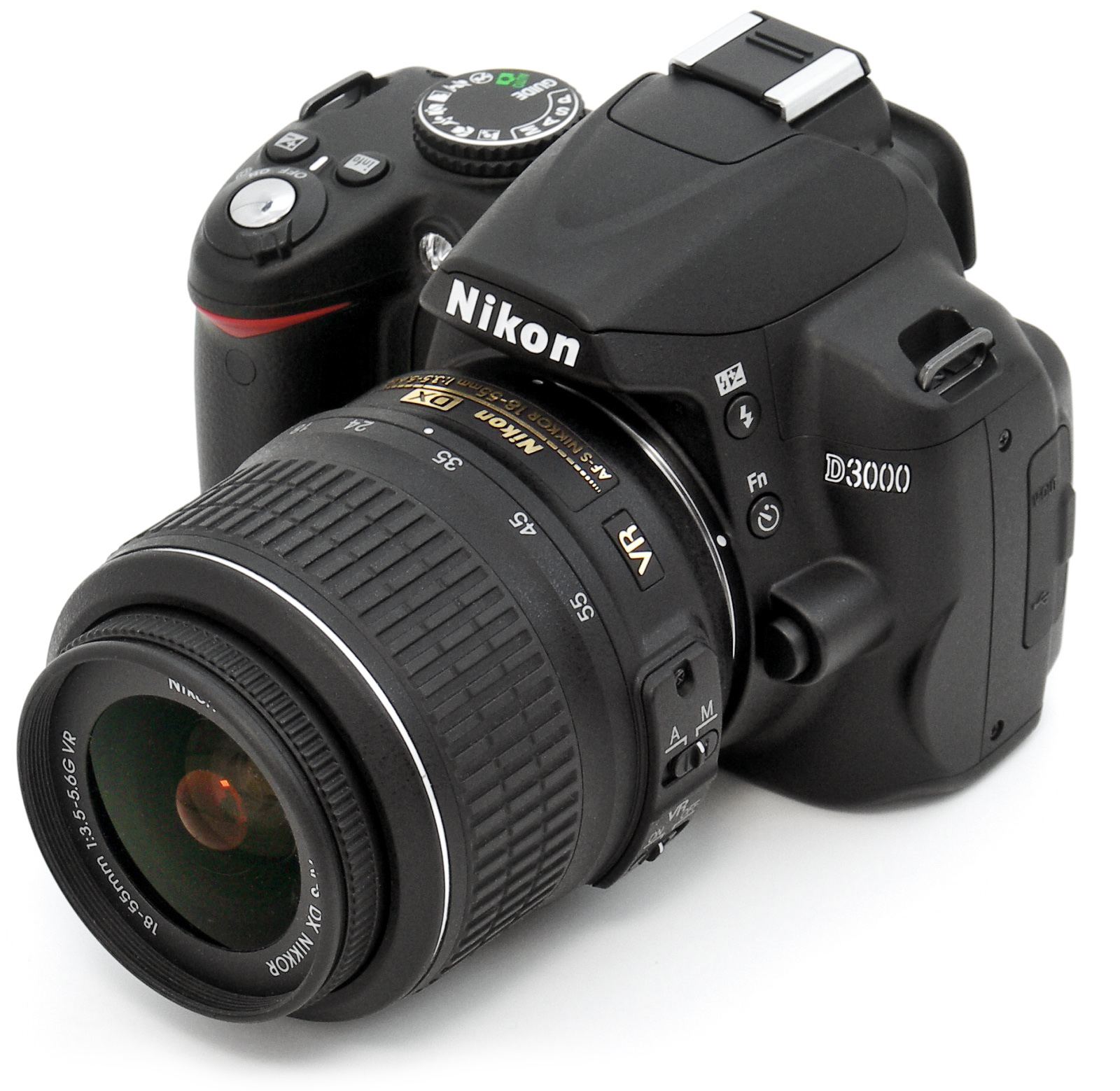

Nikon D3000 — цифрова дзеркальна камера початкового рівня компанії Nikon з роздільною здатністю матриці 10,2 мегапікселів. Фотоапарат був представлений в 2009 році як заміна Nikon D40 в модельному ряду камер компанії. 
Фотоапарат оснащений режимом «GUIDE», призначеним для допомоги починаючим фотографам в освоєнні можливостей камери.
Він оснащений 3,0-дюймовим РК-монітором з роздільною здатністю 230 000 точок, CCD-датчиком з ISO 100–1600 (3200 із Boost) та 3D-системою відстеження Multi-CAM1000 11-точковою системою автофокусування, що робить його дуже схожим на Nikon D200 у цих основних частинах. Спочатку ціна камери складала $599 MSRP, проте зараз її вартість набагато нижчі.
D3000 був замінений D3100 19 серпня 2010 року. D3000 — остання дзеркальна фотокамера Nikon, яка використовує датчик CCD.